# Луїза Ульріх
Луїза Ульріх (нім. Luise Ullrich; 31 жовтня 1910, Відень, Австро-Угорщина — 21 січня 1985, Мюнхен, ФРН) — австрійська акторка та письменниця. Виграла Кубок Вольпі за найкращу жіночу роль на Венеційському кінофестивалі 1941 року. Знялася майже в 50 фільмах між 1932 і 1981 роками.